# Gran Consejo de Jefes de Fiyi
El Gran Consejo de Jefes (en fiyiano: Bose Levu Vakaturaga; hindi fiyiano: बोसे लेवु वाकातुरागा) es un cuerpo constitucional de la República de Fiyi. 
El Gran Consejo de Jefes fue establecido por la Constitución de 1997 y abolido en 2012, siendo re-establecido en 2023.
Tras el golpe de Estado acaecido el 5 de diciembre de 2006, el Gran Consejo de Jefes se negó a aceptar el nuevo gobierno liderado por Frank Bainimarama, apoyando aun al depuesto primer ministro Laisenia Qarase.

## Competencias
Sus dos competencias principales son:
- La elección del presidente y del vicepresidente del país cada cinco años. En circunstancias especiales, especificadas por la Constitución, pueden destituirlos de su cargo.
- Elegir 14 de los 32 miembros del Senado.

## Composición
Estaba formado por 55 miembros, en su mayoría jefes hereditarios:
- El presidente de Fiyi (ex officio)
- El vicepresidente de Fiyi (ex officio)
- El primer ministro de Fiyi (ex officio)
- 6 miembros nombrados por el presidente, bajo el consejo del Ministro de Asuntos Fiyianos.
- 42 consejeros provinciales.
- 3 representantes de Rotuma.
- 1 miembro de por vida (Sitiveni Rabuka)

La Reina Isabel II del Reino Unido aunque no formaba parte del Consejo fue reconocida "Jefe Supremo de Fiyi" como antigua soberana de Fiyi y cabeza de la Mancomunidad, siendo la 2.ª personalidad del Estado.